# Jawa

Jawa (Ява) — з 1929 року чеський виробник автомобілів та мотоциклів. Штаб-квартира розташована в Празі. У 1947 році компанію націоналізували, і вона припинила виробництво автомобілів.

## Франтішек Янечек. Заснування компанії. Виробництво мотоциклів
Слово «Ява» нічого спільного з однойменним островом не має. Справа в тому, що збройовий інженер Франтішек Янечек, який відкрив своє КБ ще в 1909 році (до речі, ручні гранати «Model 21», які він винайшов, носили його ім'я), після Першої світової потребував розширення свого бізнесу. У 1927 році вирішив зайнятися виробництвом мотоциклів, він підписує ліцензійну угоду з німецькою фірмою «Вандерер» про виробництво їх 500-кубового мотоцикла. Через два роки він перейменовує своє підприємство в Jawa, скоротивши до двох букв своє прізвище та марку мотоциклів.

## Початок виробництва автомобілів
До 1933 року Янечек хоче вийти і на автомобільний ринок, однак на чехословацькому ринку є вже купа фірм, які продають недорогі автомобілі. Янечек йде второваною дорогою, і купує ліцензію на виробництво автомобілів у німецької фірми DKW. Ще в 1931 році вона почала виробництво передньопривідної машини «Ф1», через рік машина була модернізована і отримала індекс «Ф2». Ось її і купив Янечек.

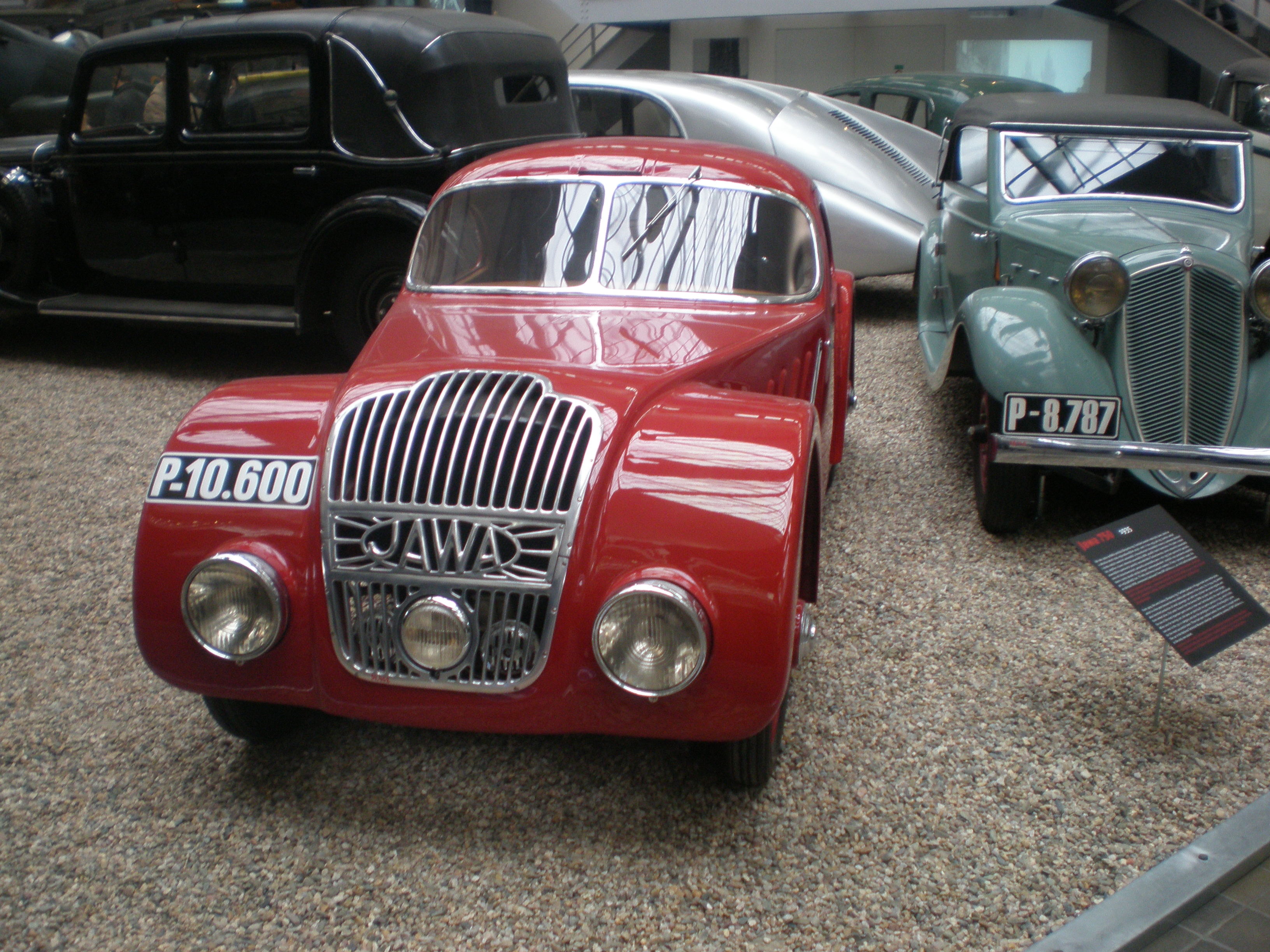
Jawa 700 Coupe Jaray

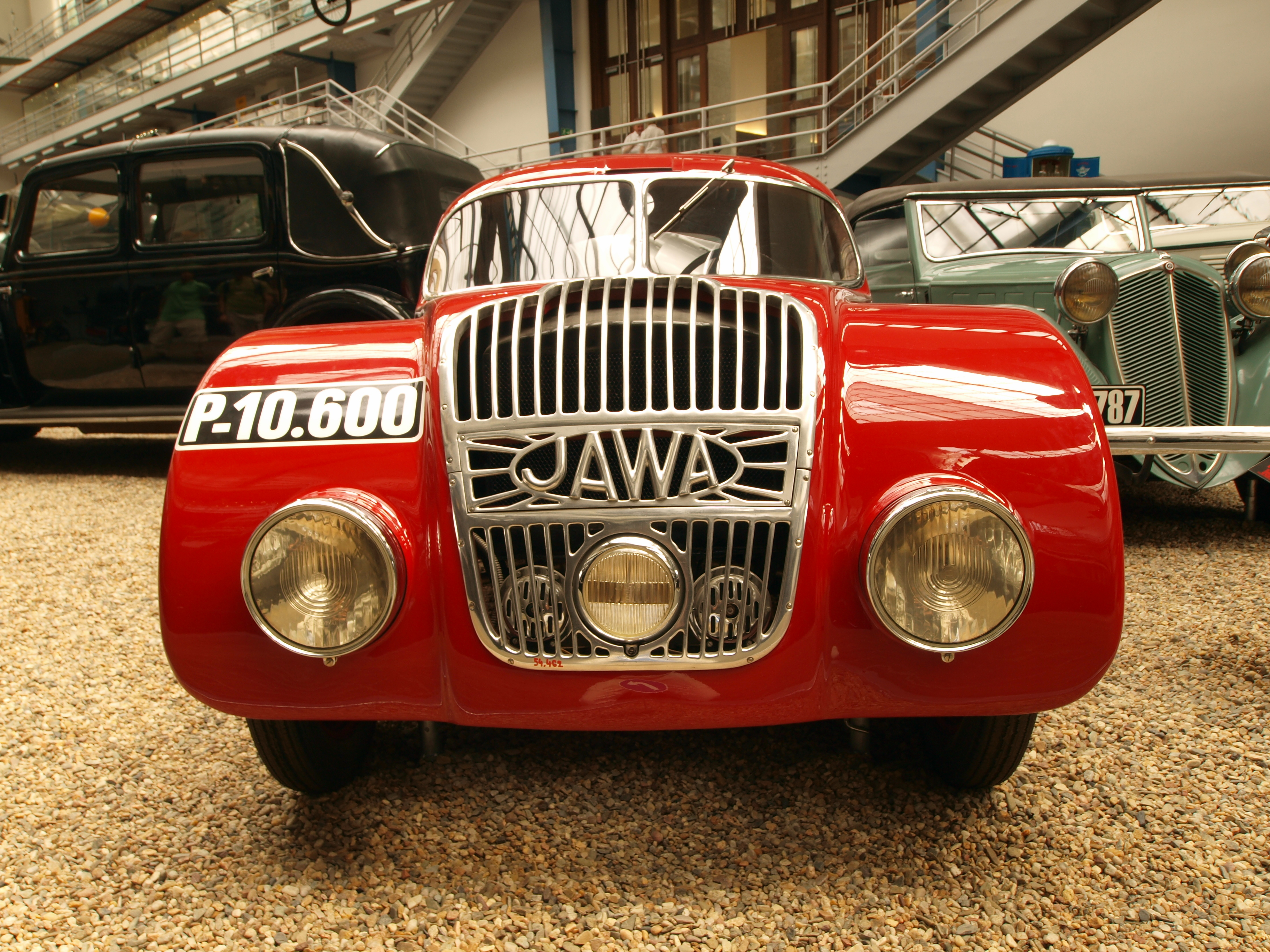
Jawa 700 Coupe Jaray

Автомобіль мав 700-кубовий 2-циліндровий 2-тактний двигун, який видавав 20 сил. Підвіска коліс була незалежною, гальма були механічними і задіювали всі колеса. Кузов автомобіля будувався на дерев'яному каркасі, який обшивався фанерою і дерматином.
Автомобіль продавався з різними кузовами, як і з закритими, так і з відкритими, і були у продажу до 1936 року, всього їх випустили 1242 штуки.

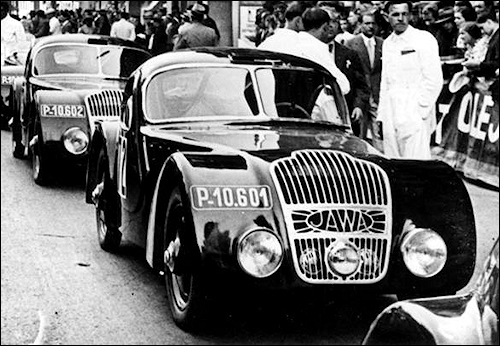
Jawa 700 Coupe Jaray, який ганяв на гонках 1000 миль

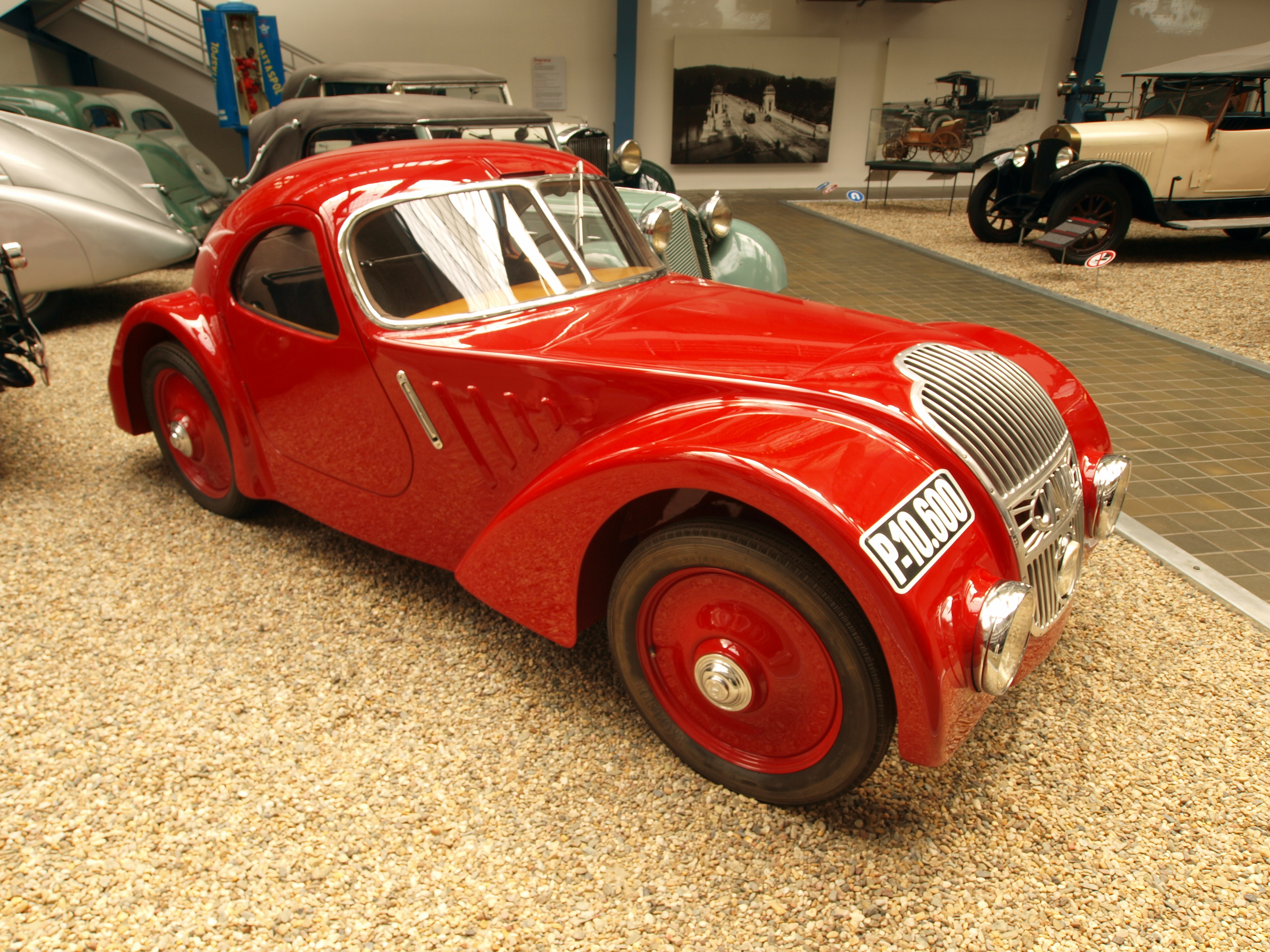
Jawa 700 Coupe Jaray

Уже в 1934 році автомобілі брали участь на 1000-мильних гонках, однак не проявили себе, тому що зійшли з траси через поломки, але через рік в тих же перегонах фірма посіла перше командне місце. Мотор автомобіля був розточений до 750 кубів, що дозволило зняти 27 сил, з ними автомобіль розвивав максимальну швидкість в 109 км/год (проти 80 у базової машини).
«Яву 700» припинили випускати в 1936 році, однак на складі залишилися залишки машинокомплектів, і їх можна було купити до 1938 року, до цього часу Янечек доручає своїм інженерам розробити власний автомобіль. Один з інженерів фірми — Зденек Пілат, будує передньопривідний 2-циліндровий автомобіль з поперечним розташуванням мотора, проте паралельно з ним роботу вів й інший інженер — Рудольф Викоукал. Він будує автомобіль з більш звичним поздовжнім розташуванням агрегату, обидва автомобілі успішно проходять випробування, але бос вирішує запустити в серію не революційний варіант.

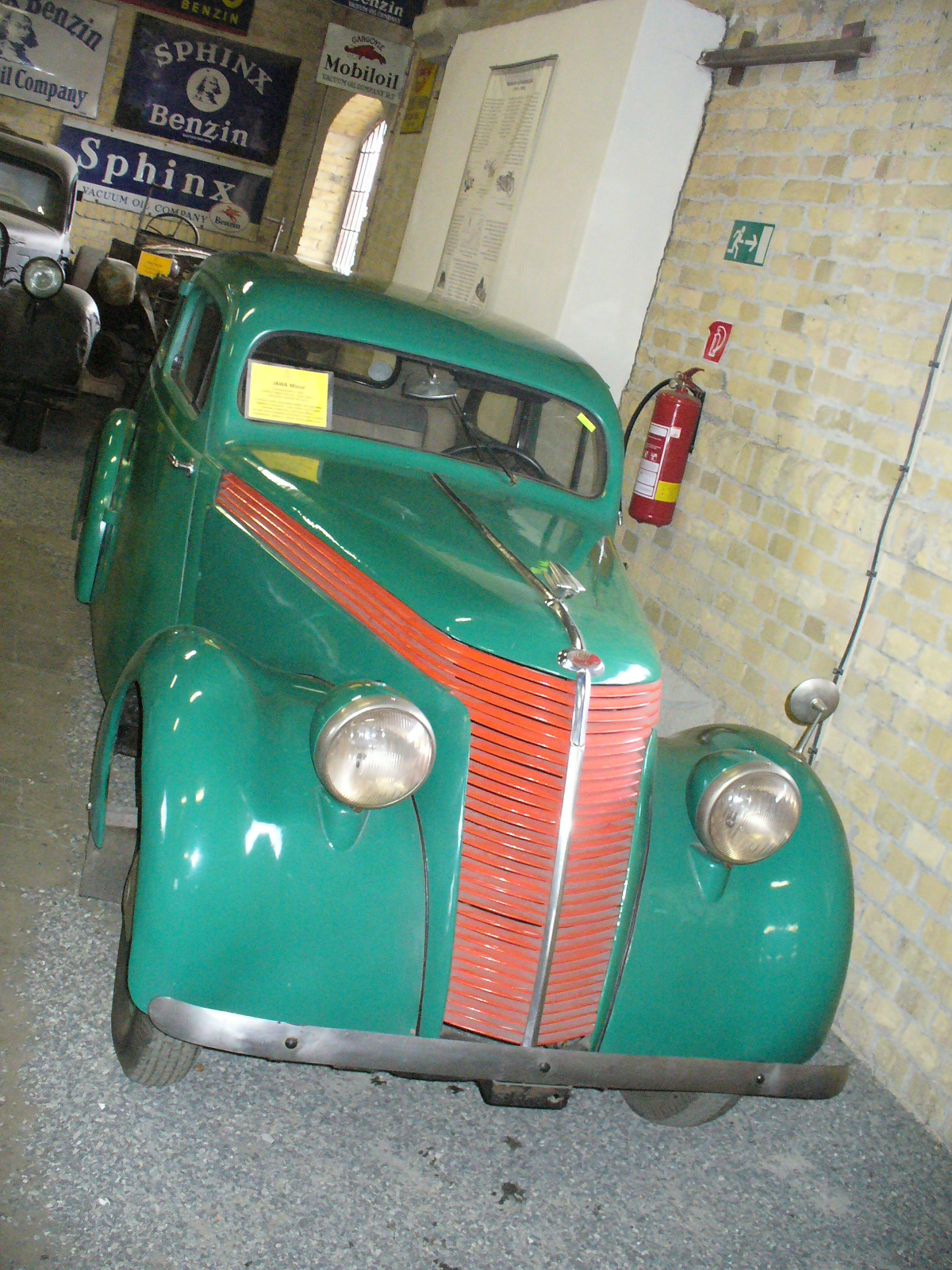
Jawa 600 Minor Tudor

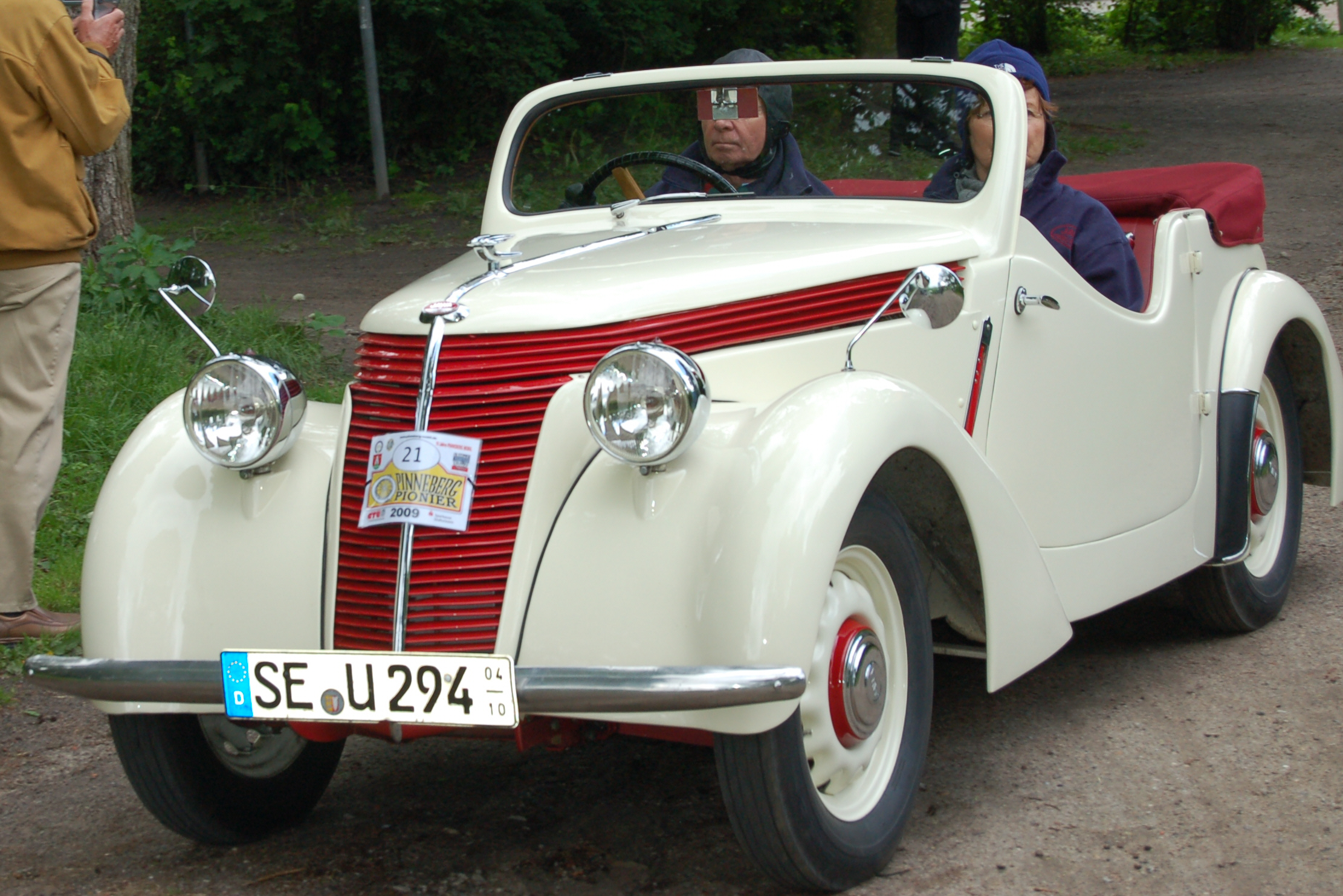
Jawa 600 Minor Roadster

У підсумку в 1937 році починається випускатися автомобільчик з 2-циліндровим 2-тактним 616-кубовим мотором, який розвивав 19.5 к.с., проте, попри це, він був аж на 15 км/год швидшим свого попередника, і міг розвивати 95 км/год.
Незважаючи на те, що «Ява 600 Мінор» — мікролітражний авто, він теж бере участь в гонках, в тому числі і в Монте-Карло, де в 1939 році завойовує 8 місце.
Ці автомобілі випускалися до 1941 року, поки Німеччина не напала на СРСР. Завод перейшов на виробництво озброєння. Однак на заводі не припинили проектування мотоциклів і нового покоління автомобіля, попри заборони керівництва, курирували заводи офіцери СС.

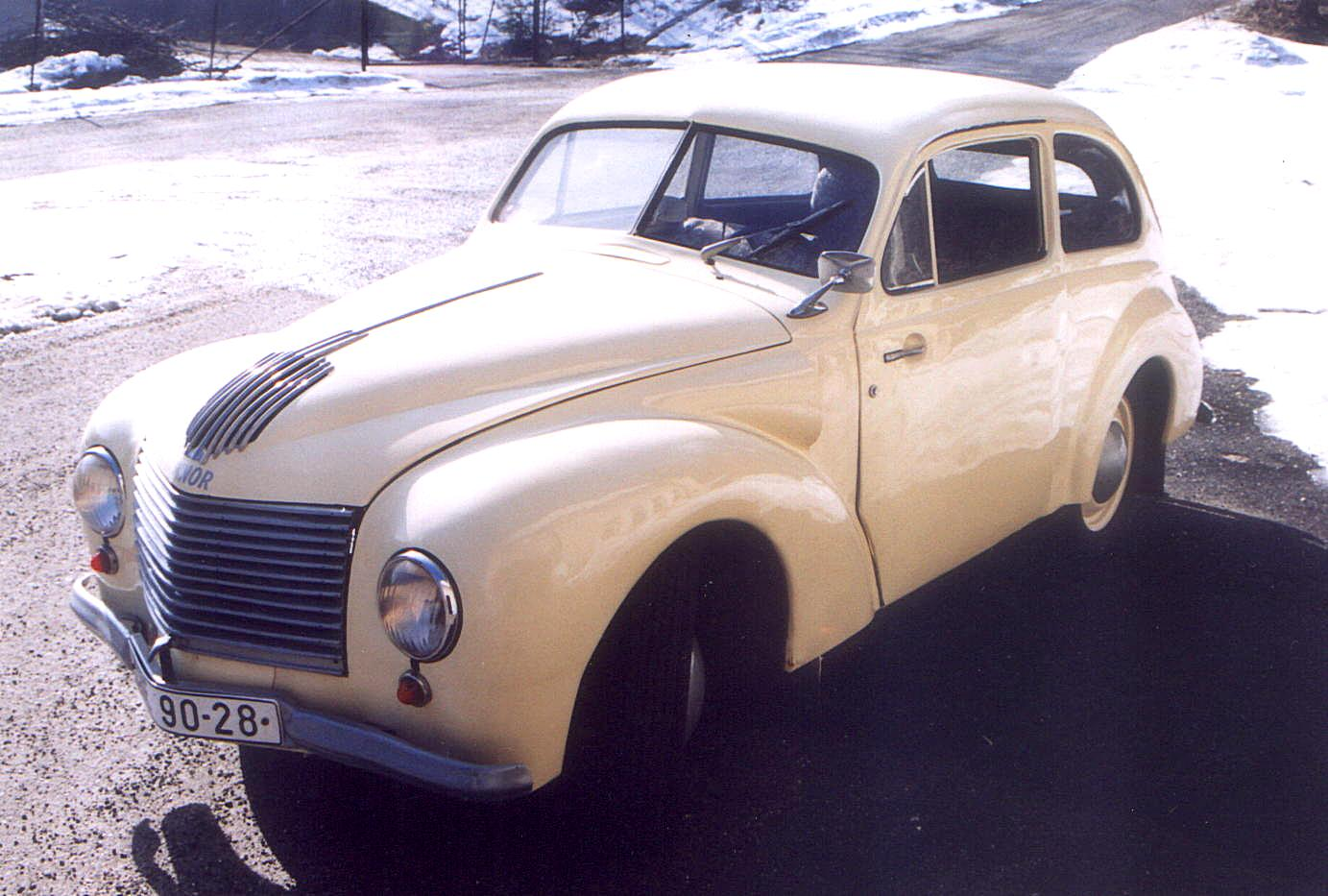
Jawa (Aero) Minor II

У таємниці від німців був побудований прототип «Мінор 2», який випробовували, повісивши на нього значки від «БМВ» і видаючи за звичайну машину.
Однак після звільнення країни завод відновив виробництво довоєнної моделі, яку випускали до 1947 року, до цього часу випустили близько 230 автомобілів, а загальне число випущених «Мінорів» склало 3950 одиниць.

## Припинення виробництва автомобілів
Ще в жовтні 1945 року автомобіль «Ява Мінор 2» був представлений публіці, а в 1946 році — показаний на автошоу в Парижі. Автомобіль мав той же 615-кубовий мотор, передній привід, але підвіска отримала гідравлічні амортизатори і привід гальм. Але в 1947 році завод націоналізували і керівництво країни вирішило почати випуск автомобіля моделі «Мінор 2» на заводах фірми «Аеро». А «Ява» продовжила випуск мотоциклів, про які мріяли не лише радянські чоловіки, але і «дружніх» країн типу Індії та Китаю.

## Відновлення автомобільного виробництва

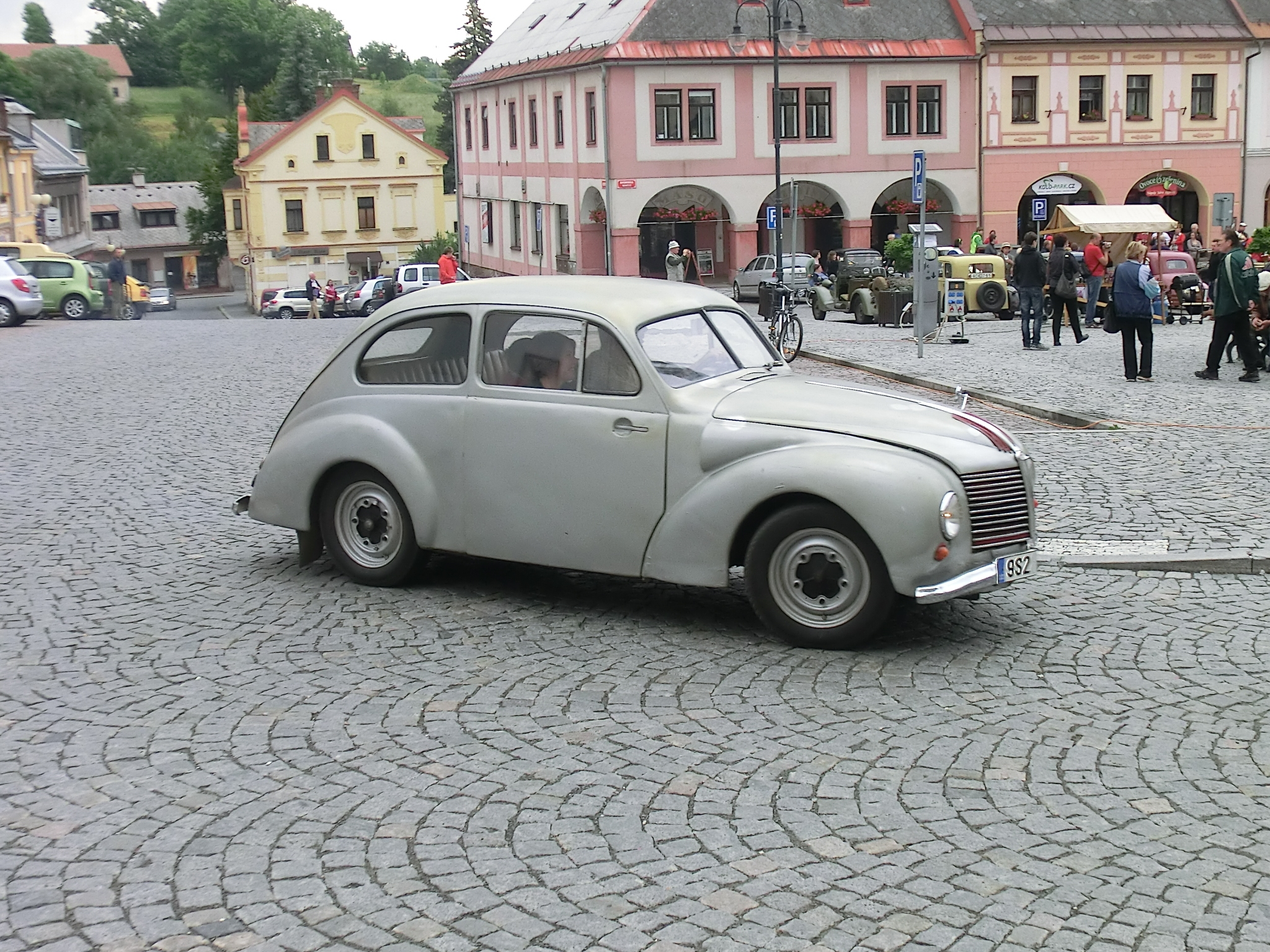
Jawa (Aero) Minor II

До речі, в середині 2000-х років «Ява» відновила виробництво автомобільчиків за італійською ліцензією, на які не вимагається водійська категорія В.
Цей авто має моторчик фірми «Ламборгіні», об'ємом 500 кубів, і розвиває 20 сил, що дозволяє розсікати йому по дорогах зі швидкістю в 120 км/год.

## Список автомобілів Jawa
- 1933 — Jawa 700
- 1937 — Jawa 600 Minor
- 2005 — Jawa Roadstar 500